# Ephedra chilensis
Ephedra chilensis är en kärlväxtart som beskrevs av Karel Presl. Ephedra chilensis ingår i släktet efedraväxter, och familjen Ephedraceae. Inga underarter finns listade i Catalogue of Life.

## Bildgalleri

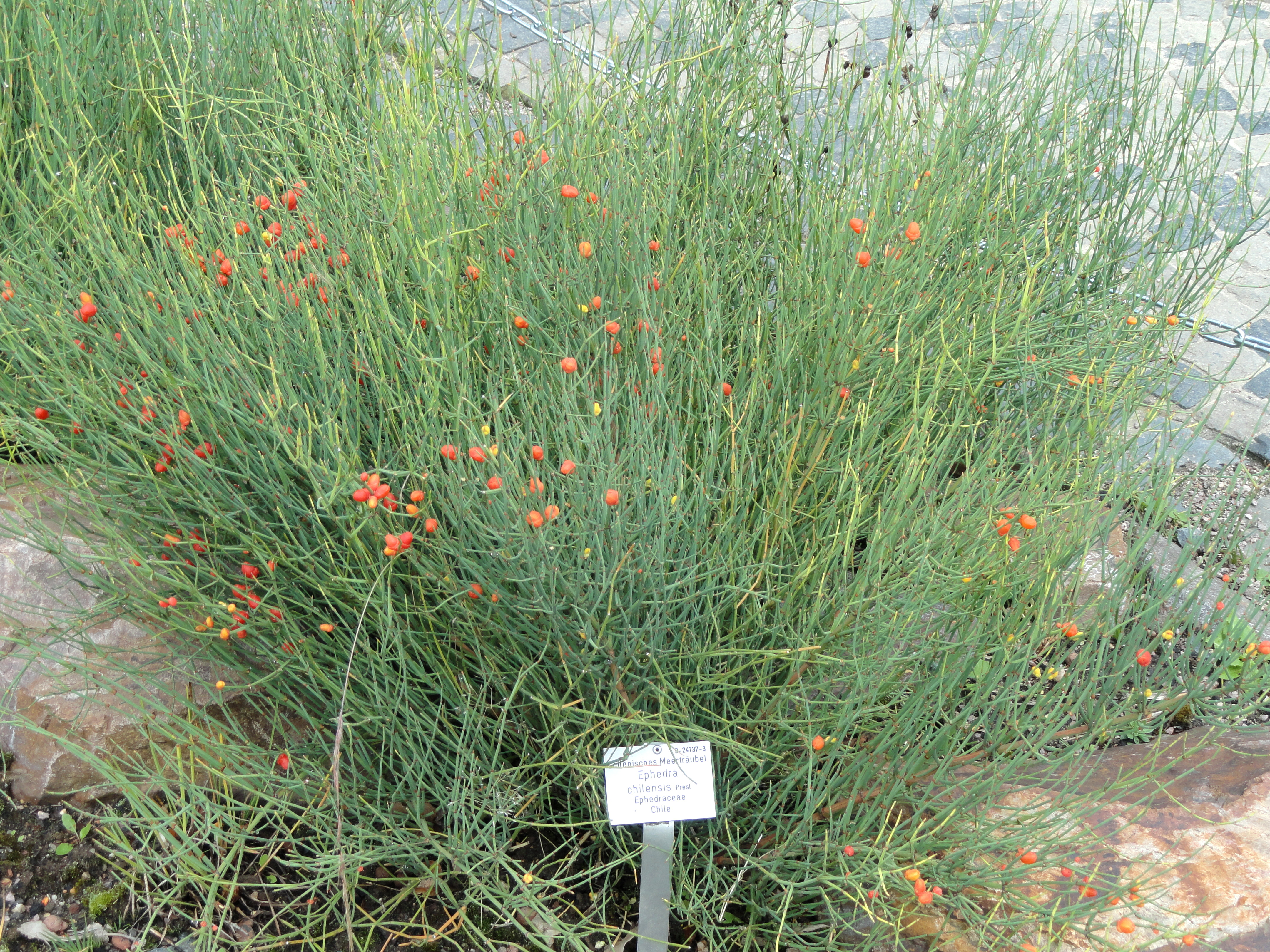
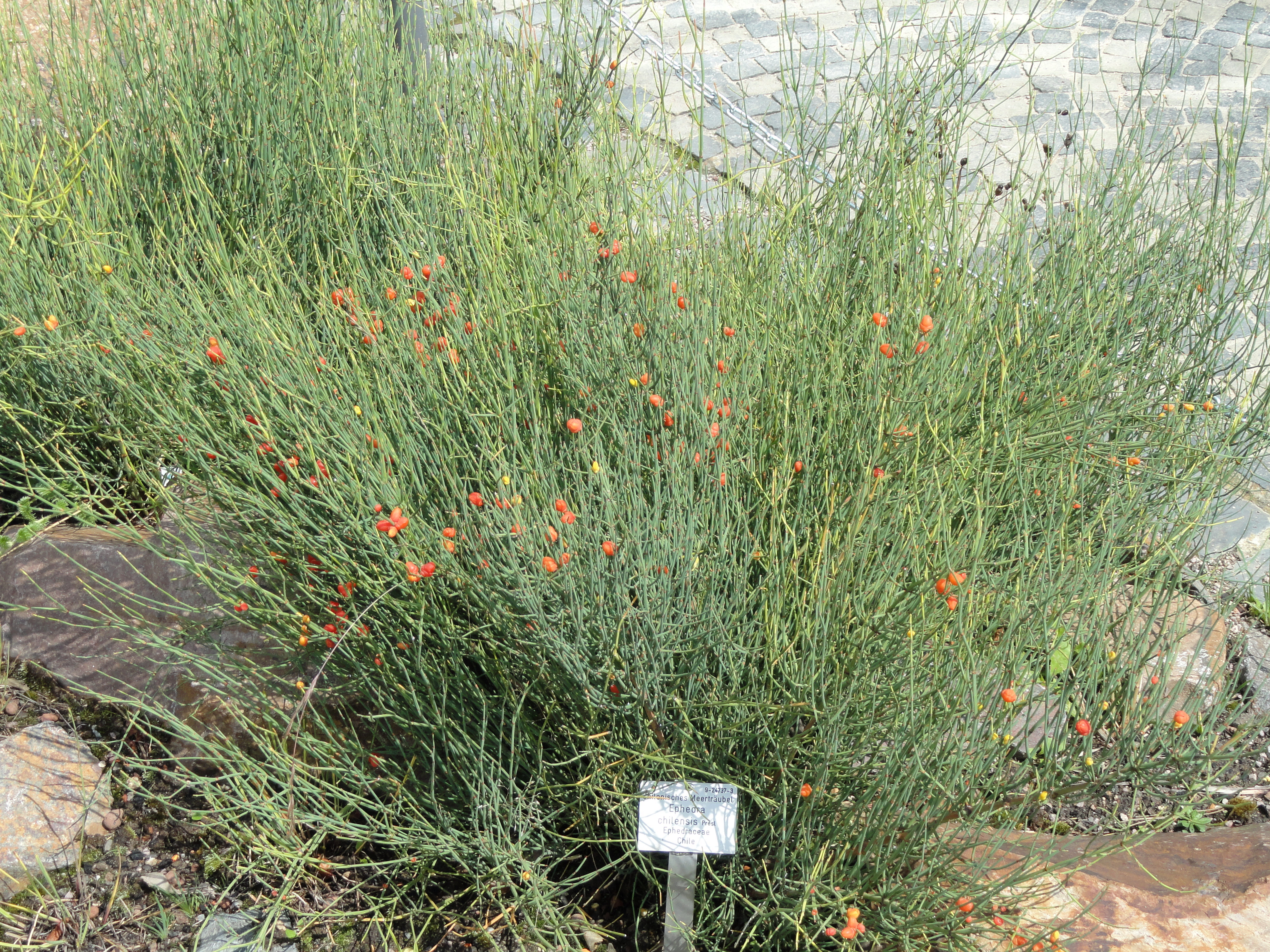
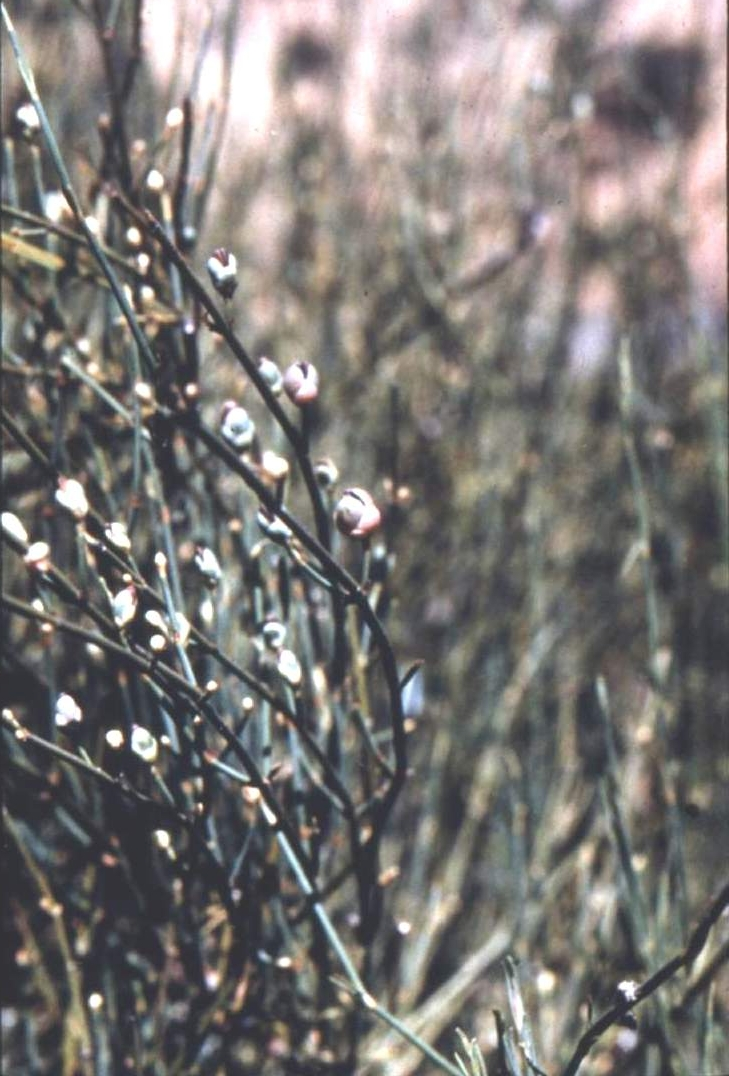
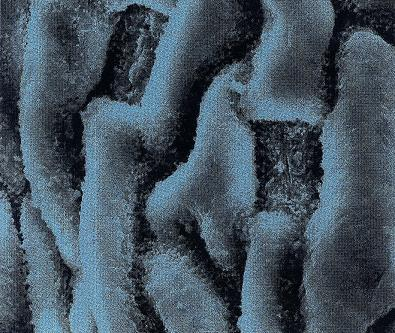
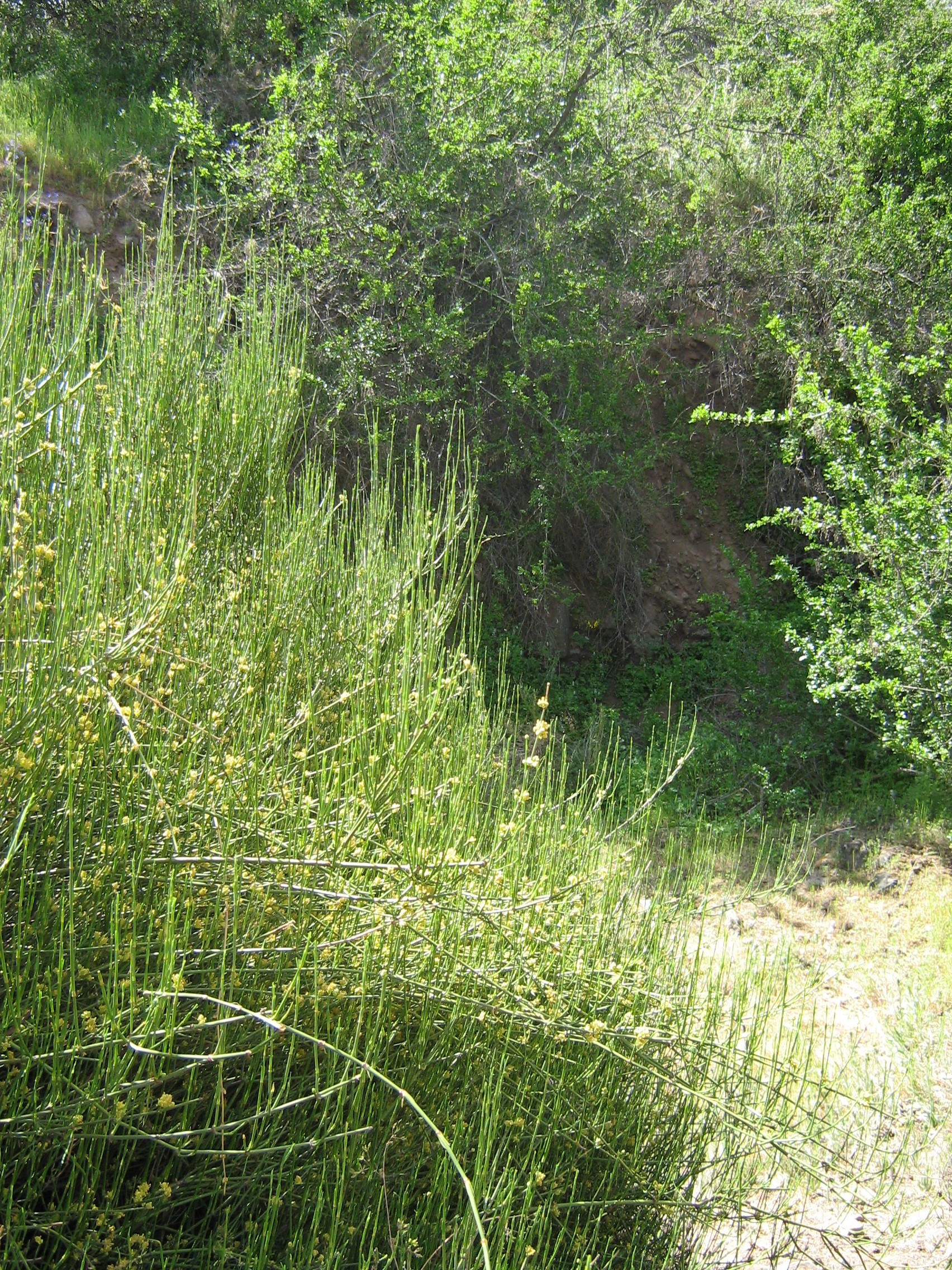